# نادي هايغيت يونايتد
نادي هايغيت يونايتد (بالإنجليزية: .Highgate United F.C) هو نادي كرة قدم بريطاني أٌسس عام 1948. يلعب النادي في تحالف ميدلاند لكرة القدم.